# 姚振华
姚振华（1970年2月15日—），男，广东汕头人，中国房地产商，宝能集团创始人、董事长，有“野蛮人”之称。

## 生平
姚振華1970年2月15日出生，廣東潮汕人。1992年毕业于华南理工大学工业管理工程和食品工程双专业。最初从事农贸生意，1992年在深圳成立宝能集团。2003年宝能借助深物业在中小板上市。2010年他以30亿排名福布斯中国富豪排行榜366位。2012年成立前海人寿进军资本市场。2016年10月更以1,150亿飙升至2016胡润百富榜第4位。而宝能集团市值超过5,000亿，净资产为1,200亿。姚振华举牌万科A，让属下的企业在二级市场上大量购入万科的股票，姚振华持有万科的股票一度达到22%，引发了姚振华与万科管理层的一番争斗。

### 处罚
2017年2月，中国保监会对前海人寿违规运用保险资金案件作出行政处罚。前海人寿董事长姚振华被给予撤销任职资格并禁入保险业10年的处罚。

### 欠薪被打
2023年7月31日，因长期欠薪，姚振華被欠薪员工在公司园区袭击，一度被打倒在地。8月3日，宝能集团发布声明，强烈谴责相关事件。

### 疑似被拘留
2023年11月7日，网络流传深圳市罗湖区人民法院《查证结果通知书》在网上流传。通知书说，经调查宝能投资无可供处分财产。10日，深圳市罗湖区人民法院官方微博表示，其《查证结果通知书》表述有误，已予以纠正，并向当事人致歉。后续将对相关责任人进行严肃处理。